# 대성창업투자
대성창업투자 주식회사(약칭: 대성창투)는 대한민국의 벤처 캐피털 기업이다. 대성그룹의 계열사로 벤처기업 투자 및 창업투자조합 결성을 주요 사업으로 하고 있다.